# Дёготь

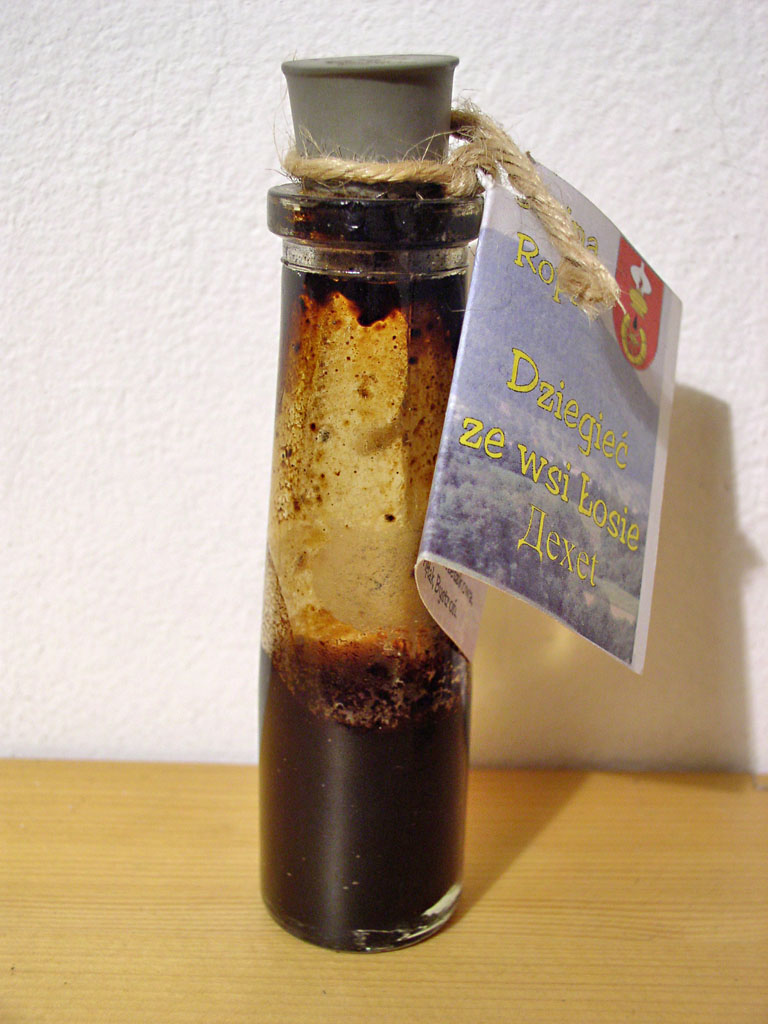
Дёготь в пробирке

Дёготь — жидкий продукт сухой перегонки (пиролиза) древесины (древесная смола). Содержит бензол, ксилол, крезол, толуол, гваякол, фенол, смолы и другие вещества. Растворяется в щелочах и в спирте. В воде растворяется плохо (берёзовый дёготь легче воды, сосновый — тяжелее). Получается также из твёрдого и жидкого топлива: каменных и бурых углей, сланцев, торфа, нефти. Эти продукты — битум, или пек — имеют мало общего с традиционным сосновым или берёзовым дёгтем.

## Этимология
Слово дёготь происходит из праиндоевропейского корня *dheg- «гореть, жечь» (сравните с современным лит. degti или латыш. degt — «гореть»).
Во многих языках изначально слово дёготь означало только сосновый дёготь для смоления судов. На Руси его чаще называли варом или смолой. Чёткое различие между терминами дёготь и смола в настоящее время отсутствует. В старой России это деление определялось лишь устоявшимися ремесленными и рыночными названиями. «Каретная мазь», смазка колёсных осей дёгтем в гужевом транспорте.

## Сосновый дёготь

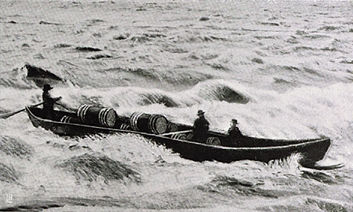
Сплав бочек с сосновым дёгтем по реке Оулуйоки (Финляндия), 1910 год

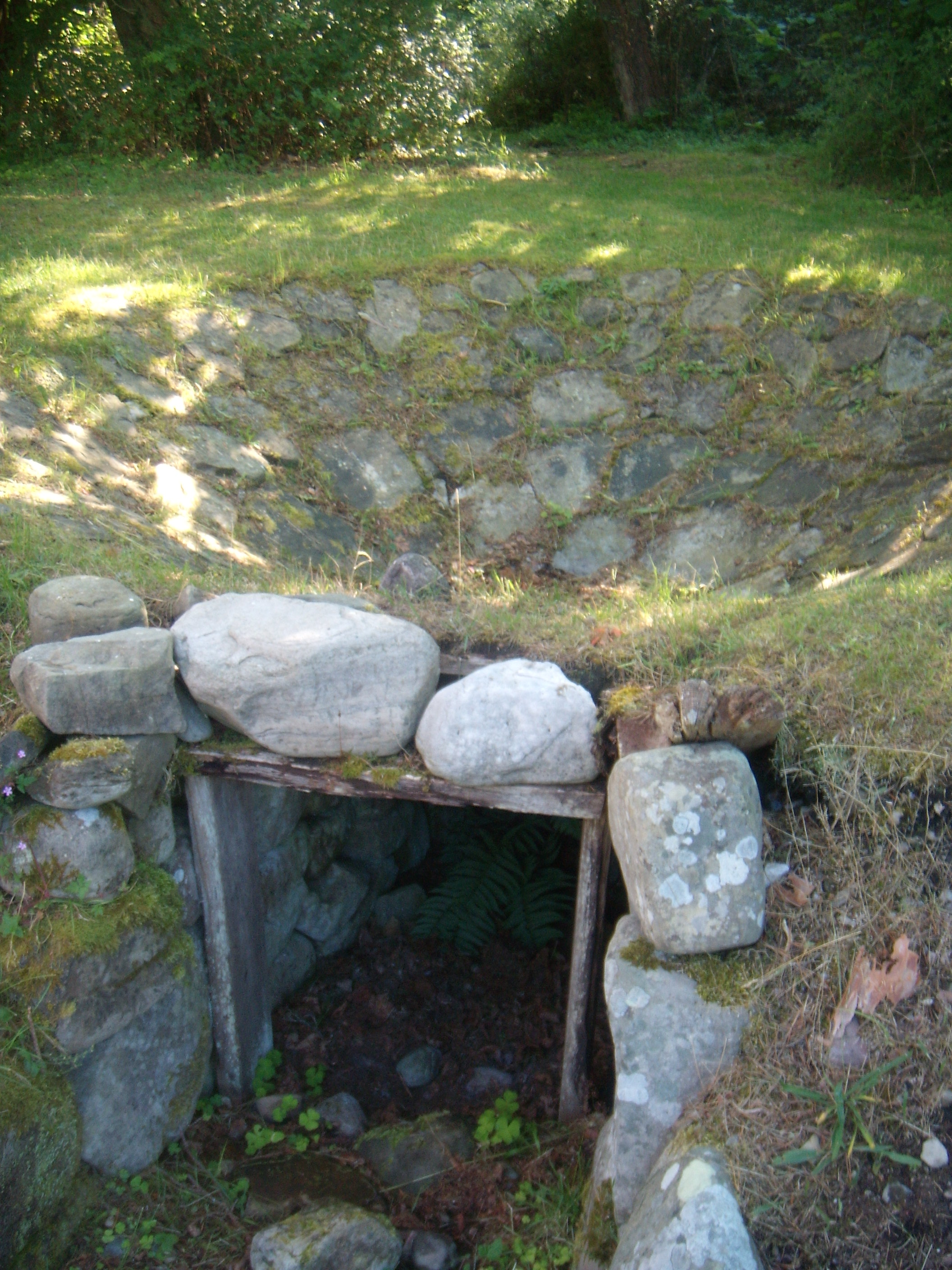
Печь сухой перегонки для получения дёгтя (остров Эланд, Швеция)

Тёмная, густая и липкая жидкость, получаемая из сосны. Сосновый дёготь столетиями использовался для просмаливания лодок, кораблей, канатов и деревянных строений. Производство смол из дерева было известно в Древней Греции и, вероятно, использовалось в Скандинавии с железного века. Для смоления крупного судна викингов требовалось около 500—600 литров дёгтя. Дёготь также использовали для смеси, которой они обрабатывали свои шерстяные паруса — для придания им водоотталкивающих свойств. В эпоху парусного флота, начиная с 14 века, — важнейший продукт экспорта северных стран. Швеция вывозила 13 000 баррелей дёгтя в 1615 году и 227 000 баррелей в пиковом 1863 году. Производство почти остановилось после того, как деревянные суда были вытеснены стальными.
Сосновый дёготь получают при пиролизе древесины. До создания современных пиролизных установок его получали в специальной яме, уплотнённой глиной, имеющей наклонное дно в сторону выходного отверстия. Отверстие может быть и в центре, если печь выложена из камня. Древесина расщепляется на мелкие части и плотно укладывается. Сверху плотно укрывается грязью со мхом, чтобы прекратить доступ воздуха. Дерево поджигается. Продукты пиролиза вытекают наружу через несколько часов и продолжают вытекать несколько дней. Побочными продуктами были скипидар и канифоль. Следующим шагом в технологии были стальные бочки, используемые как реактор.

### Применение соснового дёгтя
Несмотря на окончание эры парусников, на всех судах-репликах современности сосновый дёготь — это пропитка древесины и такелажа. В XX веке дёготь стал употребляться в строительстве дорог — вместо асфальта. Разбавленный водой, применяется как ароматическое вещество со специфическим вкусом и запахом:
- как аромат для сауны: смешивается с водой, бросаемой на каменку;
- как компонент против перхоти в шампуне;
- как компонент мыла, с обеззараживающими свойствами;
- как компонент косметики;
- как краска для дерева при смешивании с льняным маслом;
- как пряность для производства продуктов питания, например, мяса;
- как добавка в конфеты и алкоголь в Финляндии.

## Берёзовый дёготь
Свидетельства указывают на вероятное получение и использование берёзового дёгтя неандертальцами. В сгущённом виде (см. вар (смола)) мог использоваться в качестве компонента клея для закрепления каменных орудий на рукоятках и как жевательная смола.
Дёготь производится (варится) в дегтярнях (дёгтекурнях) из берёсты при пиролизе в горшках-ретортах. По внешнему виду — густая, маслянистая неклейкая жидкость чёрного цвета, с голубовато-зеленоватым или зеленовато-синим отливом в отражённом свете, в концентрированном виде имеет весьма специфичный запах. Вкус и запах определяют как юфтяной. Содержит в себе очень много парафина и очень мало креозота. В странах, куда экспортировался, известен как «русское масло» (лат. Oleum Rusci). Человека, занимавшегося производством дёгтя, называли «дегтярь» («дёгтекур», «дегтярник»).

### Виды дёгтя в старой России
- Берестняк и дёготь-сырец — добывался в Псковской и Тульской губерниях. Это чистый берёзовый дёготь.
- Осиновый дёготь — получается из осиновой коры и отличается от берёзового острым специфическим запахом.
- Дёготь-перегон (половинчатый), духовая смола, половик, половинщик, шушмин — смесь сосновой смолы с берёстовым дёгтем. Цвет — чёрный с небольшим зеленоватым отливом, содержит большое количество креозота. Употреблялся очень широко: при выделке юфти, для колёсной смазки, при строительстве. Хороший дёготь полностью впитывается в кожу и не оставляет на ней пятен. Из-за большого содержания креозота не пригоден для жировки кож.
- Коленица, или коленика, — это последний выгон из подонка (остатков), плохой и грязный сорт дёгтя.
- Смольё — плохой берёзовый дёготь, остатки выгонки, с примесью смолы (сосновой, еловой) (Даль).
- Колёсный дёготь — смесь чистого берёзового дёгтя с хвойной смолой.
- Паровой дёготь — казанный, получается перегонкой бересты в казанах и охлаждением пара в охладнике.
- Каргопольский дёготь — чистый, берестяный, зеленовато-бурого цвета с лёгким синим отливом; запах и вкус юфтяной; консистенция конопляного масла. Употреблялся для кожи высшего сорта.
- Финляндский дёготь — паровой, казанный половинчатый, с зеленоватым отливом и лёгкой краснотой, мутноватый, немного жиже каргопольского; вкус смолисто-скипидарный, запах смоляной. Употреблялся главным образом для смазки экипажных колёс в такую погоду, когда колёсный дёготь застывает на осях.
- Вологодский дёготь[11] — паровой, казанный, половинчатый, берестяный с небольшой примесью смолы, зеленовато-бурого цвета с мутным синим отливом; запах дегтярно-смолистый. Употреблялся для выделки низших сортов кож[12].
- Дёготь ямный первого тока — чистый дёготь[13][14][15].
- Дёготь корчажный — чёрный, низшего разбора[16].
- Смола-дёготь — получается из смеси сосновых и берёзовых плах[6] (Толковый словарь живого великорусского языка / Сочинение Владимира Даля).

### Применение берёзового дёгтя
- Как клей.
- Как жевательная смола.
- Как колёсная смазка (в том числе в смеси со смолой хвойных пород дерева).
- Как недорогая смазка, например смазка деревянных деталей.
- Для пропитки дерева, например шпал (см. также креозот).
- Использовался для защиты кожаных изделий, прежде всего обуви (сапог). Для Руси есть сообщения с XVIII в. Для этого использовали дёготь из внешней белой бересты. Этот дёготь употреблялся при выделке юфти[17][18].
- Для смазывания сбруи, чтобы она не пересыхала, не дубела на морозе и не гнила.
- В садоводстве — для защиты от вредителей.
- В химии — как сырьё для последующей переработки.
- В качестве репеллента.

## Использование в медицине, косметике и ветеринарии
В альтернативной и народной медицине дёготь применяется как наружно, так и внутренне (лат. Pix liquida), причём используется он и в чистом виде, и в составе различных препаратов («мази Вишневского», «мази Вилькинсона», дегтярной воды, «дегтярного мыла» и других), а также как средство для мытья головы и защиты кожи от гнуса (в разбавленном виде). В ветеринарии берёзовый дёготь используется для лечения лишаёв, обработки копыт крупного рогатого скота и лошадей.
Исследования показали канцерогенность дёгтя, однако, она не проявляется при местном наружном применении.

## Вред дёгтя и механизм защитного действия
Каменноугольный дёготь содержит канцерогенные вещества. Дёготь из нефти опасен даже для дыхания. Напротив, сосновый дёготь имеет приятный специфический запах и не причиняет вреда. Основной принцип защиты дерева от гниения основан на способности соснового дёгтя образовывать прочную плёнку на поверхности и препятствовать впитыванию воды. Эта пассивная защита не действует химически на древесину и грибки, а лишь поддерживает сухое состояние дерева, препятствуя развитию гниения. Согласно директиве Евросоюза, сосновый дёготь можно применять и далее как средство биозащиты.

## Наказание с помощью дёгтя

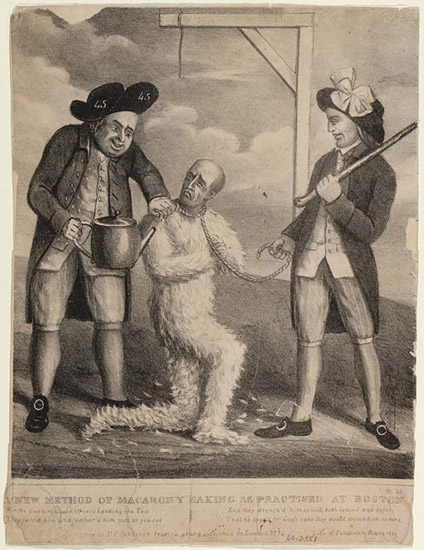
Наказание дёгтем в Бостоне (рисунок 1830 года)

В некоторых странах, таких как США, существовал обычай наказывать преступников с помощью дёгтя — вымазывание в смоле и перьях. Облитого дёгтем преступника обычно обсыпали ещё и перьями и выставляли на видном месте или прогоняли по улице.
В России дёгтем мазали ворота и (или) двери жилища распутных женщин; выражение «измазали ворота дёгтем» (девушке или женщине) означало «объявили распутницей» или «объявили потерявшей невинность». Во многом это было связано с тем, что очистить ворота от берёзового дёгтя очень сложно, и даже после очистки специфический запах сохраняется, то есть скрыть факт измазывания ворот от соседей не удастся.

## В геральдике

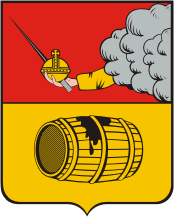
Герб Вельска (1760)

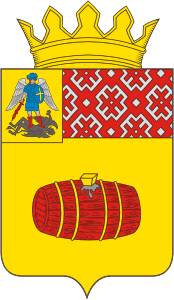
Современный герб Вельска

На гербе города Вельска, утверждённом 20 октября 1760 года, изображена наполненная дёгтем бочка в золотом поле в знак того, что обыватели этого города оным производят знатный торг.

## В народном творчестве
Если в русских народных поговорках отражены отрицательные черты дёгтя, то в других странах дёгтю приписываются положительные черты[какие?]. Дело в том, что речь в данном случае идёт о совершенно разных веществах — берёзовом дёгте и сосновом. Сосновый используется в продуктах питания и ароматизаторах, а берёзовый, наоборот, даже в малых количествах портит и вкус, и запах:
- Ложка дёгтя в бочке мёда — фразеологизм: мелочь, которая портит хорошее.
- Бела берёста — да дёготь чёрен[25].
- Где дёготь был, там и след покинул[25].
- Где дёготь побывает — нескоро дух выйдет[25].
- Если баня, дёготь и водка не помогают — значит, болезнь смертельна (финская поговорка).